# Теорема на Чева
Теоремата на Чева е класическа теорема за триъгълници в Евклидовата геометрия. Установена е от Джовани Чева през 1678 г.

## Приложение
Теоремата гласи: Ако през всеки от върховете на триъгълник ABC минава по една права, пресичаща противоположната му страна съответно в точките D, E и F и ако трите прави се пресичат в една точка.
То винаги {\displaystyle {\frac {AF}{FB}}\times {\frac {BD}{DC}}\times {\frac {CE}{EA}}=1.}
Теоремата може да се види и в не толкова популярнатата ѝ тригонометрична форма {\displaystyle {\frac {\sin(\angle ABE)}{\sin(\angle CBE)}}\cdot {\frac {\sin(\angle BCF)}{\sin(\angle ACF)}}\cdot {\frac {\sin(\angle CAD)}{\sin(\angle BAD)}}=1}

## Доказателство на теоремата
Нека трите прави се пресичат в точка „O“.
Лицето на триъгълник AFC = AF по височината към AF.
Лицето на триъгълник BFC = BF по височината към BF, която е равна височината към AF.
Следователно: S(AFC)/S(BFC) = AF/FB.
По същия начин, лицата на триъгълниците OBC и OAC се отнасят както АF към FB (S(OBC)/S(OAC) = FB/AF).
Аналогично:
S(BOA)/S(AOC) = BD/DC,
S(ABO)/S(OBC) = AE/EC,
S(OBC)/S(AOC) = FB/AF.
Сега се замества в уравнението:
{\displaystyle {\frac {AF}{FB}}\times {\frac {BD}{DC}}\times {\frac {CE}{EA}}=1={\frac {S(AOC)}{S(BOA)}}\times {\frac {S(BOA)}{S(OBC)}}\times {\frac {S(OBC)}{S(AOC)}}=1.}
После, след съкращаване, се получава отговор 1 и теоремата е доказана.